# 陳鑾 (永樂進士)
陳鑾（?—?），福建連江山藏人，明朝政治人物。

## 生平
永樂六年（1408年）戊子科福建鄉試中舉。永樂十三年（1415年），登乙未科進士，任山東东昌府知府。